# Nekrolog 2. Quartal 1931
Nekrolog
◄◄
| ◄
| 1927
| 1928
| 1929
| 1930
| 1931 | 1932 | 1933 | 1934 | 1935 | ► | ►►
1. Quartal |
2. Quartal |
3. Quartal |
4. Quartal 1931
Weitere Ereignisse | Allgemeiner Nekrolog 1931
Die Beschreibung der verstorbenen Person sollte so kurz wie möglich gehalten sein und nur deren signifikante Tätigkeit(en) enthalten.
Neue Namen ggf. auch unter dem Geburts- und Sterbedatum, also etwa unter 1. Januar und im Geburts- und Sterbejahr (2024) eintragen (nur bei entsprechender großer Wichtigkeit). Für Beispiele siehe die schon vorhandenen Artikel.
Außerdem über die fünf zuletzt Verstorbenen, zu denen es einen ausreichend guten Artikel für eine Präsentation auf der Hauptseite gibt, nach der todesbedingten Überarbeitung der Artikel ggf. auch unter Wikipedia Diskussion:Hauptseite informieren und sie am besten auch in den anderen Wikipedia-Sprachversionen eintragen. Tipp: Regelmäßig bei news.google.de nach „ist tot“, „gestorben“ oder „verstorben“ suchen.
Wenn eine Person gestorben ist, gibt es viele Seiten zu dieser Person in der Wikipedia, die davon auch betroffen sind und entsprechend aktualisiert werden müssen. Beispiele: Namenübersichtsseite, Geburtsjahr, Geburtsort-Seiten und viele mehr.
Wie finde ich die betroffenen Seiten?
Im Suchfeld auf der linken Seite gibt man den Suchbegriff so ein: „Vorname Nachname“. Dann klickt man auf Volltext und alle Seiten mit entsprechendem Suchtext werden aufgerufen. Hier sieht man dann schnell, wo auch das Todesjahr Sinn macht oder sogar ein Teil des Artikels angepasst werden muss. Auch hilft das „Werkzeug“ auf der linken Seite sehr gut, um solche Seiten aufzufinden: „Links auf diese Seite“. Somit ist die Wikipedia wieder aktuell in allen Bereichen! Hinweis: bei Eintragung der Kategorie „Gestorben JAHR“ wird der Missbrauchsfilter 49 ausgelöst, was jedoch nicht schlimm ist. Siehe: Spezial:Missbrauchsfilter/49
Dies ist eine Liste von im zweiten Quartal 1931 verstorbenen bekannten Persönlichkeiten. Die Einträge erfolgen innerhalb der einzelnen Daten alphabetisch sortiert. Tiere sind im Nekrolog für Tiere zu finden.

## April
| Tag       | Name                                                  | Beruf, bekannt als                                                                                          | Alter | Beleg |
| --------- | ----------------------------------------------------- | --- | ----- | ----- |
| 1. April  | Benjamin Frosterus                                    | finnischer Geologe und Bodenkundler                                                                         | 64    |       |
| 1. April  | Georgette Gagneux                                     | französische Leichtathletin                                                                                 | 23    |       |
| 1. April  | William Carmichael McIntosh                           | schottischer Mediziner und Zoologe                                                                          | 92    |       |
| 1. April  | Henry Pels                                            | deutscher Unternehmer                                                                                       | 65    |       |
| 1. April  | Wilhelm Valentiner                                    | deutscher Astronom                                                                                          | 86    |       |
| 2. April  | Leopold Karl Goetz                                    | deutscher altkatholischer Theologe und Slawist                                                              | 62    |       |
| 2. April  | Fritz Greve                                           | deutscher Maler                                                                                             | 67    |       |
| 2. April  | Georg Kossenhaschen                                   | deutscher Unternehmer und Hotelier                                                                          | 62    |       |
| 2. April  | Heinrich Stauffer                                     | deutscher Gutsbesitzer und Politiker, MdR                                                                   | 67    |       |
| 2. April  | Katharine Tynan                                       | irische Schriftstellerin                                                                                    | 72    |       |
| 3. April  | Charles Gibier                                        | französischer Bischof                                                                                       | 81    |       |
| 3. April  | Karl Rasch                                            | Präsident der Oberlandesgerichte Marienwerder und Celle                                                     | 76    |       |
| 4. April  | Ernst Ulrich Buff                                     | Schweizer Kaufmann und Lebensreformer                                                                       | 57    |       |
| 4. April  | George Chadwick                                       | US-amerikanischer Komponist                                                                                 | 76    |       |
| 4. April  | André Michelin                                        | französischer Industrieller                                                                                 | 78    |       |
| 5. April  | Nathan Frank                                          | US-amerikanischer Politiker                                                                                 | 79    |       |
| 6. April  | Alfred Simonis                                        | belgischer Politiker und Senatspräsident                                                                    | 89    |       |
| 6. April  | William Lionel Wyllie                                 | englischer Marinemaler                                                                                      | 79    |       |
| 7. April  | Oscar Haering                                         | deutscher Buchhändler und Schriftsteller                                                                    | 87    |       |
| 7. April  | Clemens Kießelbach                                    | deutscher Ingenieur und Unternehmer                                                                         | 72    |       |
| 7. April  | Frederick Sefton Delmer                               | australischer Anglist                                                                                       | 66    |       |
| 8. April  | Theodor Dirr                                          | deutscher Politiker                                                                                         | 73    |       |
| 8. April  | William C. Grimes                                     | US-amerikanischer Politiker                                                                                 | 73    |       |
| 8. April  | Erik Axel Karlfeldt                                   | schwedischer Lyriker                                                                                        | 66    |       |
| 8. April  | Willy Werner                                          | deutscher Bildnis- und Genremaler                                                                           | 62    |       |
| 9. April  | Friedrich Ackermann                                   | Oberbürgermeister von Stettin                                                                               | 64    |       |
| 9. April  | Lázaro Chacón González                                | guatemaltekischer Präsident                                                                                 | 57    |       |
| 9. April  | Wilhelm Elfe                                          | Ehrenbürger Wittenbergs                                                                                     | 87    |       |
| 9. April  | Nicholas Longworth                                    | US-amerikanischer Politiker (Republikanische Partei), Sprecher des Repräsentantenhauses                     | 61    |       |
| 9. April  | Alfred Mühleisen                                      | deutscher Journalist, Bierbrauer und Politiker, MdR                                                         | 74    |       |
| 9. April  | Karl Oberbracht                                       | Gutsbesitzer und Mitglied des Landtags Lippe                                                                | 45    |       |
| 9. April  | Paul Vidal                                            | französischer Komponist                                                                                     | 67    |       |
| 9. April  | Edmund Waddill                                        | US-amerikanischer Jurist und Politiker                                                                      | 75    |       |
| 9. April  | Joseph Wagenhäuser                                    | deutscher Chirurg und Halsnasenohrenarzt                                                                    | 78    |       |
| 10. April | Hans Aschenborn                                       | deutscher Maler und Autor                                                                                   | 43    |       |
| 10. April | Elisabeth Franke                                      | deutsche Schriftstellerin                                                                                   | 45    |       |
| 10. April | Khalil Gibran                                         | libanesischer Künstler und Dichter                                                                          | 48    |       |
| 10. April | Anton Jelinek                                         | österreichischer Bauunternehmer und Politiker                                                               | 76    |       |
| 10. April | Carl Gustav Rommenhöller                              | Pionier der Kohlensäureindustrie                                                                            | 78    |       |
| 11. April | Teresa Claramunt                                      | spanische Feministin, Anarchistin und Syndikalistin                                                         | 68    |       |
| 11. April | Sophus Claussen                                       | dänischer Schriftsteller                                                                                    | 65    |       |
| 11. April | Friedrich Adolf Geißler                               | deutscher Schriftsteller                                                                                    | 62    |       |
| 11. April | Simon Geisler                                         | österreichischer Politiker (CSP), Abgeordneter zum Nationalrat                                              | 62    |       |
| 11. April | Karl Prinz von Ratibor und Corvey                     | deutscher Jurist und Politiker                                                                              | 70    |       |
| 12. April | Hermann Dessau                                        | deutscher Althistoriker und Epigraphiker                                                                    | 75    |       |
| 12. April | Casiano Rojo Olalla                                   | spanischer Organist, Chorleiter und Musikwissenschaftler                                                    | 53    |       |
| 12. April | Ernst Vollert                                         | deutscher Verlagsbuchhändler                                                                                | 75    |       |
| 13. April | David Pieter de Villiers Graaff                       | südafrikanischer Geschäftsmann und Politiker                                                                | 72    |       |
| 13. April | Kristoffer Nyrop                                      | dänischer Romanist                                                                                          | 73    |       |
| 14. April | Richard Armstedt                                      | deutscher Philologe                                                                                         | 79    |       |
| 14. April | Walter Harlan                                         | deutscher Schriftsteller und Dramaturg                                                                      | 63    |       |
| 14. April | Hermann von Schullern zu Schrattenhofen               | österreichischer Nationalökonom und Hochschullehrer                                                         | 69    |       |
| 14. April | Albert Siffait de Moncourt                            | französischer Maler                                                                                         | 72    |       |
| 15. April | William Geoffrey Cahill                               | Soldat, ranghöchster Polizeibeamter in Queensland                                                           | 76    |       |
| 15. April | Eugen Gantter                                         | deutscher Journalist und Schriftsteller                                                                     | 83    |       |
| 15. April | Joe Masseria                                          | US-amerikanischer Mobster, Boss der Genovese-Familie                                                        |       |       |
| 16. April | Rachel                                                | hebräische Dichterin und Zionistin                                                                          | 40    |       |
| 16. April | Bernhard Friedrich Richter                            | deutscher Kirchenmusiker                                                                                    | 80    |       |
| 16. April | Martin Joseph Wade                                    | US-amerikanischer Jurist und Politiker                                                                      | 69    |       |
| 17. April | Joseph Bauer                                          | deutscher Politiker (SPD), Landtagsabgeordneter Volksstaat Hessen                                           | 56    |       |
| 17. April | Oswald Fischer                                        | deutscher Schuhmachermeister und Politiker                                                                  | 67    |       |
| 17. April | Margarete Wengels                                     | deutsche Sozialistin                                                                                        | 75    |       |
| 18. April | Claudius von Czibulka                                 | österreichischer General im Ersten Weltkrieg                                                                | 68    |       |
| 18. April | Richard Franck                                        | deutscher Großindustrieller                                                                                 | 59    |       |
| 18. April | Wilhelm Schneidewind                                  | deutscher Agrikulturchemiker                                                                                | 70    |       |
| 19. April | Otto Graf Beissel von Gymnich                         | rheinisch-preußischer Adeliger, Politiker, Beamter und Unternehmer                                          | 80    |       |
| 19. April | Louis Dollo                                           | belgischer Paläontologe                                                                                     | 73    |       |
| 19. April | Otto Hettner                                          | deutscher Maler und Graphiker                                                                               | 56    |       |
| 19. April | Adolf Hirsch                                          | österreichischer Wienerliedkomponist und Unterhaltungskünstler                                              | 65    |       |
| 19. April | Charles H. Martin                                     | US-amerikanischer Politiker                                                                                 | 82    |       |
| 19. April | Irmgard Richter                                       | deutsche Schauspielerin                                                                                     | 28    |       |
| 19. April | Ferdinand Straßmann                                   | deutscher Mediziner und Stadtmedizinalrat von Berlin                                                        | 93    |       |
| 19. April | Emil Trinkler                                         | deutscher Geograph und Asienforscher                                                                        | 34    |       |
| 19. April | Aurel Voss                                            | deutscher Mathematiker                                                                                      | 85    |       |
| 20. April | Cosmo Duff Gordon                                     | britischer Sportfechter und Großgrundbesitzer                                                               | 68    |       |
| 20. April | Matthias Eldersch                                     | österreichischer Politiker (SDAP)                                                                           | 62    |       |
| 20. April | Ernst zu Löwenstein-Wertheim-Freudenberg              | deutscher Standesherr und fünfter Fürst zu Löwenstein-Wertheim-Freudenberg                                  | 76    |       |
| 20. April | Rudolf Penzig                                         | deutscher Schriftsteller, Kommunalpolitiker und Reformpädagoge                                              | 76    |       |
| 21. April | Alwin Berger                                          | deutscher Botaniker, Gärtner und Sukkulentenforscher                                                        | 59    |       |
| 21. April | Ludwig Leitl                                          | deutscher Heimatdichter                                                                                     | 48    |       |
| 22. April | Franz Saran                                           | deutscher Germanist und Metriker                                                                            | 64    |       |
| 22. April | Henry C. Snodgrass                                    | US-amerikanischer Politiker                                                                                 | 83    |       |
| 23. April | Victor Augagneur                                      | französischer Arzt und Politiker                                                                            | 75    |       |
| 23. April | João do Carmo                                         | portugiesischer Industrieller                                                                               | 56    |       |
| 23. April | Nils P. Haugen                                        | US-amerikanischer Politiker                                                                                 | 82    |       |
| 23. April | Isabella von Spanien                                  | spanische Prinzessin aus dem Haus Bourbon                                                                   | 79    |       |
| 23. April | Henry Leaf                                            | britischer Rackets- und Cricketspieler                                                                      | 68    |       |
| 24. April | Walter Halben Butler                                  | US-amerikanischer Politiker                                                                                 | 79    |       |
| 24. April | Francis Xavier Dercum                                 | US-amerikanischer Neurologe und Namensgeber der Krankheit Morbus Dercum                                     | 74    |       |
| 24. April | Henri van Dievoet                                     | belgischer Architekt                                                                                        | 62    |       |
| 24. April | Ampellio Regazzoni                                    | Schweizer Bildhauer                                                                                         | 60    |       |
| 25. April | Abraham Mintchine                                     | ukrainischer Maler                                                                                          | 33    |       |
| 25. April | Ernst Mummenhoff                                      | Archivdirektor in Nürnberg, Verfasser zahlreicher Schriften über die Stadt Nürnberg                         | 82    |       |
| 25. April | Jonathan Paul                                         | deutscher evangelischer Pastor, Zeltmissionar und Publizist                                                 | 77    |       |
| 26. April | Axel Holst                                            | norwegischer Hygieniker und Bakteriologe                                                                    | 70    |       |
| 26. April | Franz Lütgenau                                        | deutscher Politiker (SPD), MdR                                                                              | 73    |       |
| 26. April | George Herbert Mead                                   | US-amerikanischer Philosoph, Soziologe und Psychologe                                                       | 68    |       |
| 27. April | Byrom Bramwell                                        | britischer Pathologe                                                                                        | 83    |       |
| 27. April | Ermentrude Bäcker von Ranke                           | deutsche Historikerin und Hochschullehrerin                                                                 | 38    |       |
| 27. April | Josef Gengler                                         | bayerischer Ornithologe und Generaloberarzt                                                                 | 68    |       |
| 27. April | Albert von Schleswig-Holstein-Sonderburg-Augustenburg | Mitglied der britischen königlichen Familie, Oberhaupt und Titularherzog von Schleswig-Holstein (1921–1931) | 62    |       |
| 27. April | Friedrich Selle                                       | evangelischer Pfarrer                                                                                       | 70    |       |
| 28. April | Richard Baldauf                                       | deutscher Bergingenieur, Unternehmer, Mäzen und Mineraliensammler                                           | 83    |       |
| 28. April | Melanie Horsetzky von Hornthal                        | österreichische Bildhauerin                                                                                 | 79    |       |
| 29. April | Georg von Dannenberg                                  | deutscher Jurist, Radakteur und Politiker (DHP), MdR                                                        | 72    |       |
| 29. April | Thomas B. Kay                                         | US-amerikanischer Geschäftsmann und Politiker (Republikanische Partei)                                      | 67    |       |
| 29. April | Louis Pasquet                                         | französischer Politiker                                                                                     | 63    |       |
| 30. April | Adolf von Arnim                                       | deutscher Sportfunktionär                                                                                   | 56    |       |
| 30. April | Michael Gerstberger                                   | österreichischer Politiker, Landtagsabgeordneter                                                            | 64    |       |
| 30. April | Osvald Polívka                                        | tschechischer Architekt der Neorenaissance und des Jugendstils                                              | 71    |       |
| 30. April | Richard Sahla                                         | österreichischer Violinvirtuose, Dirigent                                                                   | 75    |       |
| 30. April | Friedrich Spielhagen                                  | Sanitätsrat in Kronberg im Taunus und Leibarzt der Kaiserin Victoria                                        | 66    |       |
| 30. April | Sammy Woods                                           | australischer und englischer Cricket- und Rugby-Union-Spieler                                               | 64    |       |
|           | Emma Reichel                                          | deutsche Schauspielerin, Journalistin und Schriftstellerin                                                  | 73    |       |
|           | Arnold Shultz                                         | US-amerikanischer Blues- und Old-Time-Musiker                                                               | 45    |       |

## Mai
| Tag     | Name                                   | Beruf, bekannt als                                                                                   | Alter | Beleg |
| ------- | -------------------------------------- | --- | ----- | ----- |
| 1. Mai  | Eduard Goecker                         | deutscher Pfarrer und Kirchenbauer                                                                   | 82    |       |
| 1. Mai  | Thomas Cooper Gotch                    | englischer Maler des Spätimpressionismus und Präraffaelismus                                         | 76    |       |
| 1. Mai  | Joseph R. Lane                         | US-amerikanischer Politiker                                                                          | 72    |       |
| 1. Mai  | Philipp von Lucke                      | deutscher Verwaltungsbeamter und Rittergutsbesitzer                                                  | 58    |       |
| 1. Mai  | John Storer                            | britischer Organist und Komponist                                                                    | 72    |       |
| 2. Mai  | Karl Fischer                           | deutscher Politiker (DNVP), MdR                                                                      | 60    |       |
| 2. Mai  | Ernest Gagnier                         | kanadischer Cellist und Oboist                                                                       | 32    |       |
| 2. Mai  | Charles Paulus                         | deutscher Kameramann                                                                                 | 64    |       |
| 2. Mai  | Charles de Wendel                      | französisch-deutscher Hüttenbesitzer und Politiker, MdR                                              | 59    |       |
| 4. Mai  | Edwin Allen                            | US-amerikanischer Politiker                                                                          | 90    |       |
| 4. Mai  | Karl Bichler                           | österreichischer Geistlicher und Politiker (CSP), Landtagsabgeordneter, Abgeordneter zum Nationalrat | 58    |       |
| 4. Mai  | Xenophon P. Wilfley                    | US-amerikanischer Politiker                                                                          | 60    |       |
| 5. Mai  | Glen Kidston                           | englischer Autorennfahrer                                                                            | 32    |       |
| 5. Mai  | Benoit Oppenheim                       | deutscher Bankier und Kunstsammler                                                                   | 88    |       |
| 5. Mai  | Basilio Pompili                        | italienischer Kardinal der römisch-katholischen Kirche                                               | 73    |       |
| 5. Mai  | Max Valentin                           | deutscher Bildhauer                                                                                  | 55    |       |
| 5. Mai  | Wilhelm Stefen                         | deutscher Bürgermeister                                                                              | 63    |       |
| 6. Mai  | Hermann Anschütz-Kaempfe               | deutscher Wissenschaftler und Erfinder des Kreiselkompass                                            | 58    |       |
| 6. Mai  | Ernst von Einem                        | deutscher Generalleutnant                                                                            | 74    |       |
| 6. Mai  | Billy Garraty                          | englischer Fußballspieler                                                                            | 52    |       |
| 6. Mai  | Fiddlin’ Sam Long                      | US-amerikanischer Old-Time-Musiker                                                                   | 54    |       |
| 6. Mai  | Horace Micheli                         | Schweizer Journalist und Politiker                                                                   | 64    |       |
| 6. Mai  | Hans von Schubert                      | deutscher evangelischer Theologe und Historiker                                                      | 71    |       |
| 7. Mai  | Carl Cohn                              | deutscher Kaufmann, Politiker (DDP), MdHB und Hamburger Senator                                      | 73    |       |
| 7. Mai  | Anton David                            | deutscher Autor, Pädagoge und Jesuit                                                                 | 79    |       |
| 8. Mai  | Siegfried Loewy                        | österreichischer Schriftsteller und Journalist                                                       | 73    |       |
| 8. Mai  | Hans Otto Löwenstein                   | österreichischer Filmregisseur und Filmproduzent                                                     | 49    |       |
| 8. Mai  | Christian Scholz                       | deutscher Politiker (DVP), Landtagsabgeordneter Volksstaat Hessen                                    | 56    |       |
| 8. Mai  | Werner von der Schulenburg-Hehlen      | deutscher Rittergutsbesitzer und Politiker (DHP), MdR                                                | 84    |       |
| 9. Mai  | Karl Leyhausen                         | deutscher Maler                                                                                      | 31    |       |
| 9. Mai  | Albert A. Michelson                    | US-amerikanischer Physiker und Nobelpreisträger                                                      | 78    |       |
| 9. Mai  | Maximilian Runze                       | deutscher evangelischer Pfarrer, Abgeordneter und Autor                                              | 81    |       |
| 10. Mai | Ernst Roch                             | deutscher Lithograf und freisinniger Politiker, MdL (Königreich Sachsen)                             | 69    |       |
| 10. Mai | Maria Slavona                          | deutsche Malerin des Impressionismus                                                                 | 66    |       |
| 11. Mai | Frank Frankfort Moore                  | irischer Journalist und Schriftsteller                                                               | 75    |       |
| 11. Mai | Georg Wissowa                          | deutscher Klassischer Philologe und Religionswissenschaftler                                         | 71    |       |
| 11. Mai | Arno Zaspel                            | deutscher Motorradrennfahrer                                                                         |       |       |
| 12. Mai | Wilhelm Heinrich Fiehn                 | deutscher Schuldirektor                                                                              | 80    |       |
| 12. Mai | Dodo Fürst zu Innhausen und Knyphausen | deutscher Großgrundbesitzer und Parlamentarier                                                       | 54    |       |
| 12. Mai | Otto Küstner                           | deutscher Gynäkologe                                                                                 | 81    |       |
| 12. Mai | Theodor Lerner                         | deutscher Journalist und Polarforscher                                                               | 65    |       |
| 12. Mai | Prempeh I.                             | Asantehene (Herrscher) des Königreichs Aschanti im heutigen Ghana                                    | 60    |       |
| 12. Mai | Joseph Sattler                         | deutscher Illustrator                                                                                | 63    |       |
| 12. Mai | Adolfo Wildt                           | italienischer Bildhauer                                                                              | 63    |       |
| 12. Mai | Eugène Ysaÿe                           | belgischer Violinist und Komponist                                                                   | 72    |       |
| 14. Mai | David Belasco                          | US-amerikanischer Dramatiker, Regisseur, Theaterproduzent und Drehbuchautor                          | 77    |       |
| 14. Mai | Viktor Dyk                             | tschechischer Dichter und Politiker                                                                  | 53    |       |
| 14. Mai | Franz Goerke                           | deutscher Fotograf und Direktor der Gesellschaft Urania                                              | 74    |       |
| 14. Mai | Denys Finch Hatton                     | englischer Adliger und Großwildjäger                                                                 | 44    |       |
| 14. Mai | Robert Weber                           | Schweizer Offizier und Architekt                                                                     | 81    |       |
| 14. Mai | Axel Andersen                          | dänischer Turner                                                                                     | 39    |       |
| 15. Mai | Thomas Ashby                           | britischer Klassischer Archäologe                                                                    | 56    |       |
| 15. Mai | Heinrich Buchenau                      | deutscher Philologe und Numismatiker                                                                 | 69    |       |
| 15. Mai | Rudolf Marloth                         | südafrikanischer Botaniker, Apotheker und Chemiker                                                   | 75    |       |
| 15. Mai | Leon Petrażycki                        | polnischer Philosoph, Jurist und Soziologe                                                           | 64    |       |
| 16. Mai | Franz Barwig der Ältere                | österreichischer Bildhauer                                                                           | 63    |       |
| 16. Mai | Emiliano Figueroa Larraín              | chilenischer Politiker und Diplomat                                                                  | 64    |       |
| 17. Mai | Wera Nikolajewna Charusina             | russische Ethnographin und Schriftstellerin                                                          | 64    |       |
| 17. Mai | Hermann Franken                        | deutscher Unternehmer und Politiker (NLP), MdR                                                       | 85    |       |
| 17. Mai | August Quednau                         | deutscher Lehrer und Heimatforscher                                                                  |       |       |
| 18. Mai | Walter Arnott                          | schottischer Fußballspieler                                                                          | 70    |       |
| 18. Mai | Adolf Fervers                          | deutscher Jurist, Regierungsbeamter und Politiker (Zentrum), MdR                                     | 68    |       |
| 18. Mai | Hans Hermann                           | deutscher Komponist                                                                                  | 60    |       |
| 18. Mai | Remmer Janssen                         | evangelisch-lutherischer Pastor in Strackholt, Ostfriesland und ostfriesischer Erweckungsprediger    | 80    |       |
| 18. Mai | Friedrich Jost                         | hessischer Politiker (Hessischer Bauernbund), Abgeordneter des Landtags des Volksstaates Hessen      | 68    |       |
| 19. Mai | Hanns Glückstein                       | deutscher Dichter                                                                                    | 43    |       |
| 20. Mai | Max Güntz                              | deutscher Landwirt und Agrarhistoriker                                                               | 70    |       |
| 20. Mai | Georg Mayer                            | österreichischer Politiker (CSP), Abgeordneter zum Nationalrat                                       | 78    |       |
| 20. Mai | Andor Muck                             | ungarischer Forstwissenschaftler                                                                     | 49    |       |
| 21. Mai | Georg Baumberger                       | Schweizer Journalist und Politiker                                                                   | 76    |       |
| 21. Mai | Elisabeth Margareta Hamann             | deutsche Publizistin, Schriftstellerin und Literaturhistorikerin                                     | 77    |       |
| 21. Mai | Max Hofmann                            | oberbayerischer Heimatdichter                                                                        | 69    |       |
| 21. Mai | Hilliard Lyle                          | kanadischer Lacrossespieler                                                                          | 51    |       |
| 21. Mai | Andrew Mack                            | amerikanischer Vaudevillekünstler, Schauspieler, Sänger und Songwriter irischer Abstammung           | 67    |       |
| 22. Mai | Richard Huldschiner                    | österreichischer Arzt und Schriftsteller                                                             | 58    |       |
| 22. Mai | Ofelia Nieto                           | spanische Sängerin                                                                                   | 33    |       |
| 22. Mai | Henry Otis Pratt                       | US-amerikanischer Politiker                                                                          | 93    |       |
| 23. Mai | Luigi Arcangeli                        | italienischer Motorrad- und Automobilrennfahrer                                                      | 36    |       |
| 23. Mai | Frank Wigglesworth Clarke              | US-amerikanischer Geologe und Chemiker                                                               | 84    |       |
| 23. Mai | Max Nassauer                           | deutscher Gynäkologe und Schriftsteller                                                              | 61    |       |
| 24. Mai | Ulrich von Etzdorf                     | deutscher General der Infanterie                                                                     | 83    |       |
| 25. Mai | Gustav Bay                             | Schweizer Politiker                                                                                  | 65    |       |
| 25. Mai | Gustav Tschirn                         | deutscher Funktionär der freidenkerischen und der freigeistigen Bewegung                             | 65    |       |
| 26. Mai | Hans von Arnim                         | deutscher klassischer Philologe                                                                      | 71    |       |
| 26. Mai | Hermann Grotefend                      | deutscher Archivar                                                                                   | 86    |       |
| 26. Mai | Timothy Michael Healy                  | irischer Politiker, Mitglied des House of Commons                                                    | 76    |       |
| 26. Mai | Kate Marsden                           | britische Krankenschwester und Lepraforscherin                                                       | 72    |       |
| 27. Mai | Norah Neilson Gray                     | schottische Malerin                                                                                  | 48    |       |
| 27. Mai | Johann Schmid                          | Schweizer Politiker                                                                                  | 81    |       |
| 27. Mai | Anton Schwarz                          | deutscher Komponist und Musikpädagoge                                                                | 73    |       |
| 28. Mai | Jacques Normand                        | französischer Schriftsteller                                                                         | 82    |       |
| 29. Mai | Wilhelm Exner                          | österreichischer Ingenieur, Präsident des Österreichischen Gewerbevereins                            | 91    |       |
| 29. Mai | Felix Hollaender                       | deutscher Schriftsteller und Regisseur                                                               | 63    |       |
| 29. Mai | Charles A. Mooney                      | US-amerikanischer Politiker (Demokratische Partei)                                                   | 52    |       |
| 29. Mai | Charles Mutin                          | französischer Orgelbauer                                                                             | 70    |       |
| 30. Mai | Karl Inama von Sternegg                | österreichischer Historiker, Genealoge und Heraldiker                                                | 59    |       |
| 30. Mai | Daniel N. Morgan                       | US-amerikanischer Bankier, Politiker und Regierungsbeamter                                           | 86    |       |
| 31. Mai | Angelo Angeli                          | italienischer Chemiker                                                                               | 66    |       |
| 31. Mai | Adolf Bolliger                         | Schweizer evangelischer Theologe, Pfarrer und Philosoph                                              | 77    |       |
| 31. Mai | William Leighton Carss                 | US-amerikanischer Politiker                                                                          | 66    |       |
| 31. Mai | Eugène Cosserat                        | französischer Mathematiker und Astronom                                                              | 65    |       |
| 31. Mai | Ferdinand Frensdorff                   | deutscher Germanist, Jurist und Rechtshistoriker                                                     | 97    |       |
| 31. Mai | Heinrich Hartmann                      | deutscher Landwirt und Politiker                                                                     | 56    |       |
| 31. Mai | Eberhard Limbrock                      | Steyler Missionar in China, erster Apostolischer Präfekt von Kaiser-Wilhelms-Land                    | 72    |       |
| 31. Mai | August Emil Nitzsche                   | deutscher Politiker (SPD)                                                                            | 62    |       |
| 31. Mai | Theodor Nottebohm                      | deutscher Theologe, Konsistorialrat, Generalsuperintendent                                           | 80    |       |
| 31. Mai | Wolfgang Gans zu Putlitz               | deutscher Gutsbesitzer und Politiker, MdR                                                            | 74    |       |
| 31. Mai | Felix-Raymond-Marie Rouleau            | kanadischer Geistlicher, Erzbischof von Québec und Kardinal der römisch-katholischen Kirche          | 65    |       |
| 31. Mai | Sigurd Savonius                        | finnischer Architekt und Erfinder                                                                    | 46    |       |
| 31. Mai | Willy Stöwer                           | deutscher Marinemaler der Kaiserzeit                                                                 | 67    |       |
|         | Andrea Ellendt                         | deutsch-mexikanische, antisemitische Agitatorin der völkischen Bewegung                              |       |       |
|         | Bruno Krüger                           | deutscher Reichsgerichtsrat                                                                          | 52    |       |

## Juni
| Tag      | Name                                      | Beruf, bekannt als                                                                       | Alter | Beleg |
| -------- | ----------------------------------------- | ---------------------------------------------------------------------------------------- | ----- | ----- |
| 2. Juni  | Joseph Farnham                            | US-amerikanischer Drehbuchautor und Zwischentitelschreiber                               | 46    |       |
| 2. Juni  | Alberto Orrego Luco                       | chilenischer Maler                                                                       | 77    |       |
| 2. Juni  | Heinrich Richert Voth                     | mennonitischer Missionar und Pastor                                                      | 76    |       |
| 02. Juni | Gunnar Wennerström                        | schwedischer Wasserballspieler und Schwimmer                                             | 51    |       |
| 3. Juni  | Rolf Johnsson                             | schwedischer Turner                                                                      | 41    |       |
| 3. Juni  | Ralf Johannes Ferdinand Luther            | deutschbaltischer lutherischer Geistlicher                                               | 43    |       |
| 3. Juni  | Bertha Malzacher-Jung                     | württembergische Kunstmalerin                                                            | 65    |       |
| 4. Juni  | Wilhelm Mattenklodt                       | deutscher Farmer und Kolonialautor in Südwestafrika                                      | 44    |       |
| 4. Juni  | Joseph Steininger                         | deutscher Mühlenbesitzer und Politiker (Zentrum), MdR                                    | 72    |       |
| 5. Juni  | Solon Irving Bailey                       | US-amerikanischer Astronom                                                               | 76    |       |
| 5. Juni  | Jan Dąbski                                | polnischer Journalist und Politiker                                                      | 51    |       |
| 5. Juni  | Ferdinand Elsbach                         | deutscher Unternehmer                                                                    | 67    |       |
| 5. Juni  | Bernhard Eschenburg                       | deutscher Klassischer Philologe und Oberlehrer am Katharineum zu Lübeck                  | 88    |       |
| 5. Juni  | Adolf von Groß                            | Mäzen Richard Wagners, Finanzverwalter der Bayreuther Festspiele                         | 86    |       |
| 5. Juni  | Adolf Holzhausen                          | österreichischer Verleger und Buchhändler                                                | 62    |       |
| 5. Juni  | Max Kienitz                               | deutscher Forstmeister und Forstwissenschaftler                                          | 81    |       |
| 5. Juni  | John Lawson Stoddard                      | US-amerikanischer Reiseschriftsteller und Dichter                                        | 81    |       |
| 6. Juni  | Friedrich Wilhelm Hebel                   | deutscher Pädagoge und Autor                                                             | 56    |       |
| 6. Juni  | Hermann Kafka                             | Vater von Franz Kafka                                                                    | 78    |       |
| 6. Juni  | Omer Verschoore                           | belgischer Radrennfahrer                                                                 | 42    |       |
| 7. Juni  | Auguste Caliga-Ihle                       | deutsche Opernsängerin (Sopran)                                                          | 69    |       |
| 7. Juni  | Richard zu Limburg-Stirum                 | deutscher Rittergutsbesitzer und Verwaltungsbeamter                                      | 57    |       |
| 7. Juni  | Viktor Schwanneke                         | deutscher Schauspieler                                                                   | 51    |       |
| 8. Juni  | Giuseppe Rockossian                       | Geistlicher der Armenisch-katholischen Kirche und Patriarch von Istanbul                 | 83    |       |
| 8. Juni  | Eugen Sutermeister                        | Schweizer Graveur, erster bernischer Reiseprediger für Taubstumme, Fürsorger und Dichter | 68    |       |
| 9. Juni  | William Frederick Denning                 | britischer Astronom                                                                      | 82    |       |
| 9. Juni  | Henrique Oswald                           | brasilianischer Komponist                                                                | 79    |       |
| 9. Juni  | József Pápay                              | ungarischer Finnougrist                                                                  | 57    |       |
| 9. Juni  | Hans von Watzdorf                         | sächsischer Offizier, zuletzt Generalleutnant im Ersten Weltkrieg                        | 74    |       |
| 10. Juni | Trojan Bacsila                            | ungarisch-österreichischer Generalmajor                                                  | 63    |       |
| 11. Juni | Wilhelm Bopp                              | deutscher Dirigent, Musikschriftsteller und Musikpädagoge                                | 67    |       |
| 11. Juni | Franklin H. Giddings                      | US-amerikanischer Soziologe                                                              | 76    |       |
| 11. Juni | August Rudolf de Haas                     | deutscher Theologe und Pfarrer in Saarlouis                                              | 67    |       |
| 12. Juni | James Hay                                 | US-amerikanischer Jurist und Politiker                                                   | 75    |       |
| 12. Juni | Heinrich Rösler                           | deutscher Gewerkschafter und Politiker (SPD), MdL                                        | 62    |       |
| 13. Juni | Felix Esterl                              | österreichischer Maler                                                                   | 36    |       |
| 13. Juni | Georg Irmer                               | deutscher Archivar, Konsul und Historiker                                                | 77    |       |
| 13. Juni | Kitasato Shibasaburō                      | japanischer Arzt, Bakteriologe                                                           | 78    |       |
| 13. Juni | Cornelius Augustine McGlennon             | US-amerikanischer Politiker                                                              | 52    |       |
| 13. Juni | Santiago Rusiñol                          | spanischer Maler, Schriftsteller, Journalist, Sammler und Theaterautor                   | 70    |       |
| 14. Juni | Ernst Höfer                               | deutscher Politiker (Landvolk)                                                           | 52    |       |
| 14. Juni | Wjatscheslaw Lypynskyj                    | ukrainischer Historiker, politischer Philosoph und Publizist                             | 49    |       |
| 14. Juni | Giuseppe Mentessi                         | italienischer Maler                                                                      | 73    |       |
| 15. Juni | Sebastian Bauer                           | deutscher katholischer Geistlicher und Politiker (Zentrum), MdR                          | 64    |       |
| 15. Juni | Albertina Berkenbrock                     | brasilianische Reinheitsmärtyrin und Selige                                              | 12    |       |
| 15. Juni | Paula Doenges                             | deutsche Opernsängerin (Sopran)                                                          | 57    |       |
| 15. Juni | Richard Groner                            | Wiener Lokalhistoriker und Journalist                                                    | 77    |       |
| 16. Juni | Ottmar Begas                              | deutscher Maler                                                                          | 53    |       |
| 16. Juni | Eduard Spelterini                         | Schweizer Luftfahrtpionier und Ballonkapitän                                             | 79    |       |
| 16. Juni | Ignaz Verdroß                             | österreichischer Feldmarschalleutnant                                                    | 79    |       |
| 17. Juni | Peter Nikolajewitsch Romanow              | russischer Adeliger aus dem Haus Romanow-Holstein-Gottorp                                | 67    |       |
| 18. Juni | Friedrich Becke                           | österreichischer Mineraloge und Petrograph                                               | 75    |       |
| 18. Juni | Wilhelm Behringer                         | deutscher Reichsgerichtsrat                                                              | 77    |       |
| 18. Juni | Oskar Minkowski                           | deutscher Mediziner                                                                      | 73    |       |
| 19. Juni | Max Dennstedt                             | deutscher Chemiker                                                                       | 79    |       |
| 19. Juni | Silas Aaron Hardoon                       | chinesischer Unternehmer (Shanghai)                                                      |       |       |
| 19. Juni | Freddie Hicks                             | britischer Motorradrennfahrer                                                            |       |       |
| 19. Juni | Hans Meyer zum Gottesberge                | Bürgermeister von Melle                                                                  | 48    |       |
| 19. Juni | Samuel William Smith                      | US-amerikanischer Politiker                                                              | 78    |       |
| 19. Juni | Giovanni Volpi                            | italienischer Geistlicher                                                                | 71    |       |
| 20. Juni | Hans von Gontard                          | preußischer Generalleutnant                                                              | 70    |       |
| 20. Juni | William Medcalf Kinsey                    | US-amerikanischer Politiker                                                              | 84    |       |
| 20. Juni | Hermann Ost                               | deutscher Chemiker, Rektor der Technischen Hochschule Hannover (1907–1910)               | 79    |       |
| 21. Juni | Jimmy Blythe                              | US-amerikanischer Jazz- und Boogie-Pianist                                               | 30    |       |
| 21. Juni | August Brehm                              | deutscher katholischer Priester, Domkapitular, Domdekan, Dompropst                       | 76    |       |
| 21. Juni | Armand Fallières                          | französischer Politiker (AD), Mitglied der Nationalversammlung                           | 89    |       |
| 21. Juni | August Grunau                             | deutscher Gewerkschafter und Politiker der Deutschen Zentrumspartei                      | 49    |       |
| 21. Juni | Onesimos Nesib                            | äthiopischer Missionar                                                                   |       |       |
| 22. Juni | Wilhelm Bock                              | deutscher Politiker (SDAP), MdR und Gewerkschafter                                       | 85    |       |
| 22. Juni | Rosewell Burchard                         | US-amerikanischer Politiker                                                              | 70    |       |
| 22. Juni | Carl Galster                              | deutscher Theaterschauspieler                                                            | 82    |       |
| 22. Juni | Carl von Treuenfels                       | deutscher Gutsbesitzer und Politiker, MdR                                                | 67    |       |
| 22. Juni | Friedrich Wilhelm Wagner                  | deutscher Schriftsteller                                                                 | 38    |       |
| 23. Juni | Francis Greenleaf Allinson                | US-amerikanischer Klassischer Philologe                                                  | 74    |       |
| 23. Juni | Günther Beck von Mannagetta und Lerchenau | österreichischer Botaniker                                                               | 74    |       |
| 23. Juni | Andres Saal                               | estnischer Prosaschriftsteller                                                           | 70    |       |
| 24. Juni | Max Triebsch                              | deutscher Radsportler                                                                    | 45    |       |
| 25. Juni | Joseph B. Crowley                         | US-amerikanischer Politiker                                                              | 72    |       |
| 25. Juni | Eduard Fiedler                            | deutscher Maler                                                                          | 60    |       |
| 25. Juni | August Nies                               | deutscher Mineraloge und Lehrer                                                          | 77    |       |
| 26. Juni | Heinrich Conrad Huch                      | deutscher Verlagsbuchhändler                                                             | 80    |       |
| 27. Juni | Jean Winterich                            | deutscher Politiker                                                                      | 45    |       |
| 28. Juni | Maximilian zu Hardegg                     | österreichischer Adliger und Automobilrennfahrer                                         | 24    |       |
| 28. Juni | Edith Posca                               | deutsche Schauspielerin                                                                  | 45    |       |
| 29. Juni | Pol de Mont                               | flämischer Dichter                                                                       | 74    |       |
| 29. Juni | Albert Gautier                            | deutscher Verwaltungsbeamter, Kommunalpolitiker und Richter                              | 78    |       |
| 29. Juni | Albert August Wilhelm von Puttkamer       | preußischer Beamter und Politiker                                                        | 69    |       |
| 29. Juni | Friedrich Sthamer                         | deutscher Jurist und Politiker; MdHB, Bürgermeister und Botschafter                      | 74    |       |
| 30. Juni | Marie Kirschner                           | deutsch-tschechische Künstlerin                                                          | 79    |       |